# Сушнівська сільська рада
| Сушнівська сільська рада — колишній орган місцевого самоврядування у Радехівському районі Львівської області з адміністративним центром у с. Сушно. Історична дата утворення: в 1939 році. Водоймища на території, підпорядкованій даній раді: річка Білий Стік. Сільській раді підпорядковані населені пункти: - с. Сушно - с. Обортів - с. Тоболів |

## Склад ради
Рада складається з 12 депутатів та голови.

### Керівний склад ради
| ПІБ                       | Основні відомості                                                                           | Дата обрання | Дата звільнення |
| ------------------------- | ------------------------------------------------------------------------------------------- | ------------ | --------------- |
| Луцик Іван Степанович     | Сільський голова, 1966 року народження, освіта, безпартійний                                | 26.03.2006   | 31.10.2010      |
| Ожиїівська Леся Миронівна | Сільський голова, 1971 року народження, освіта вища, Всеукраїнське об'єднання «Батьківщина» | 31.10.2010   |                 |

Примітка: таблиця складена за даними джерела